# Oréotangara élégant
Oreothraupis arremonops
Genre
Espèce
Statut de conservation UICN

 LC  : Préoccupation mineure
L'Oréotangara élégant (Oreothraupis arremonops), également appelé tohi élégant, tangara bruant ou bruant tangara, est une espèce de passereaux appartenant à la famille des Passerellidae. C'est la seule espèce du genre Oreothraupis.

## Répartition et habitat
Cet oiseau peuple le versant ouest des Andes (Colombie et nord de l'Équateur).
On le trouve principalement dans les forêts humides de montagne entre 1 200 et 2 800 m d'altitude.